# Episodi de I Simpson (diciassettesima stagione)
La diciassettesima stagione de I Simpson è andata in onda negli Stati Uniti dall'11 settembre 2005 al 21 maggio 2006.
La stagione comprende sette episodi della serie di produzione GABF, relativi alla precedente stagione.
In Italia sono stati trasmessi su Italia 1 quattro episodi il 23 dicembre 2006, nella raccolta Merry Simpson. I restanti episodi sono andati in onda dal 5 marzo al 4 aprile 2007, sempre sullo stesso canale.
Dal 1º dicembre 2014 in Europa (Italia compresa) è in vendita il cofanetto contenente la diciassettesima stagione completa.
| N° | Codice di produzione | Titolo italiano                              | Titolo originale                   | Prima TV USA      | Prima TV Italia  |
| -- | -------------------- | -------------------------------------------- | ---------------------------------- | ----------------- | ---------------- |
| 1  | GABF18               | Il falò dei lamantini                        | Bonfire Of The Manatees            | 11 settembre 2005 | 4 aprile 2007    |
| 2  | GABF16               | La bambina che dormiva troppo poco           | The Girl Who Slept Too Little      | 18 settembre 2005 | 5 marzo 2007     |
| 3  | GABF19               | Milhouse di sabbia e nebbia                  | Milhouse Of Sand And Fog           | 25 settembre 2005 | 7 marzo 2007     |
| 4  | GABF17               | La paura fa novanta XVI                      | Treehouse Of Horror XVI            | 6 novembre 2005   | 8 marzo 2007     |
| 5  | GABF20               | Marge e l'intossicazione da figlio           | Marge's Son Poisoning              | 13 novembre 2005  | 9 marzo 2007     |
| 6  | GABF21               | Corri Homer corri                            | See Homer Run                      | 20 novembre 2005  | 12 marzo 2007    |
| 7  | GABF22               | Le allegre comari di Rossor                  | The Last Of The Red Hat Mamas      | 27 novembre 2005  | 23 dicembre 2006 |
| 8  | HABF02               | Il Bob italiano                              | The Italian Bob                    | 11 dicembre 2005  | 14 marzo 2007    |
| 9  | HABF01               | Natale riveduto e corretto                   | Simpsons Christmas Stories         | 18 dicembre 2005  | 23 dicembre 2006 |
| 10 | HABF03               | Homer e la paranoia della paternità          | Homer's Paternity Coot             | 8 gennaio 2006    | 16 marzo 2007    |
| 11 | HABF04               | Siamo sulla strada che dove va nessuno lo sa | We're On The Road To D'Oh-where    | 29 gennaio 2006   | 19 marzo 2007    |
| 12 | HABF05               | My Fair Damerino                             | My Fair Laddy                      | 26 febbraio 2006  | 23 dicembre 2006 |
| 13 | HABF06               | La storia più o meno infinita                | The Seemingly Never-Ending Story   | 12 marzo 2006     | 21 marzo 2007    |
| 14 | HABF07               | Bart ha due mamme                            | Bart Has Two Mommies               | 19 marzo 2006     | 22 marzo 2007    |
| 15 | HABF08               | Homer Simpson, questa è tua moglie           | Homer Simpson: This Is Your Wife   | 26 marzo 2006     | 23 marzo 2007    |
| 16 | HABF09               | Million Dollar Abe                           | Million Dollar Abie                | 2 aprile 2006     | 26 marzo 2007    |
| 17 | HABF10               | Kiss Kiss, Bang Bangalore                    | Kiss Kiss, Bang Bangalore          | 9 aprile 2006     | 27 marzo 2007    |
| 18 | HABF11               | La storia più bagnata del mondo              | The Wettest Stories Ever Told      | 23 aprile 2006    | 28 marzo 2007    |
| 19 | HABF12               | Le ragazze vogliono solo sommare             | Girls Just Want To Have Sums       | 30 aprile 2006    | 29 marzo 2007    |
| 20 | HABF13               | A proposito di Marge                         | Regarding Margie                   | 7 maggio 2006     | 30 marzo 2007    |
| 21 | HABF14               | Lisa, che scimmietta!                        | The Monkey Suit                    | 14 maggio 2006    | 2 aprile 2007    |
| 22 | HABF16               | Marge e Homer fanno un gioco di coppia       | Marge And Homer Turn A Couple Play | 21 maggio 2006    | 23 dicembre 2006 |

## Il falò dei lamantini
- Sceneggiatura: Dan Greaney
- Regia: Mark Kirkland
- Messa in onda originale: 11 settembre 2005
- Messa in onda italiana: 4 aprile 2007

Marge e Homer litigano poiché quest'ultimo, a causa dei troppi debiti contratti nelle scommesse del football, decide di far girare a casa sua un film per adulti di Tony Ciccione e Marge va via di casa. E proprio quando sta per riconciliarsi con il marito, la donna incontra Caleb Thorn, uno scienziato che vuole evitare l'estinzione dei lamantini. Mentre tutta la famiglia la cerca, Marge decide di aiutare Caleb e riesce a trovare un po' di tranquillità in questa attività. Quando finalmente i Simpson ritrovano la madre, Homer prova a convincerla a tornare a casa salvando un lamantino da una banda di teppisti. Marge, commossa da questo gesto, decide di tornare a casa dalla sua famiglia.
- Guest star: Alec Baldwin (voce di Caleb Thorn), Fabrizio Pucci (voce di Caleb Thorn)
- Frase alla lavagna: Quale ragazzino fa queste cose ormai?
- Gag del divano: davanti al divano c'è un metal detector e la famiglia Simpson viene controllata. Tutti i membri della famiglia passano, tranne Homer che fa suonare l'allarme. Anche dopo essere rimasto in mutande Homer fa scattare l'allarme e viene dunque perquisito con un detector portatile.

## La bambina che dormiva troppo poco
- Sceneggiatura: John Frink
- Regia: Raymond S. Persi
- Messa in onda originale: 18 settembre 2005
- Messa in onda italiana: 5 marzo 2007

Homer protesta per la costruzione di un museo del francobollo vicino a casa sua, così il museo viene costruito dove c'era un cimitero e il cimitero viene spostato vicino alla casa dei Simpson. Visto che la finestra della camera di Lisa si affaccia proprio al cimitero, lei per la paura inizia a dormire con i genitori. Capendo di non poter continuare così per sempre, Lisa affronta la paura a modo suo e alla fine riesce a superarla.
- Guest star: assente
- Frase alla lavagna: assente
- Gag del divano: nel soggiorno, utilizzando la tecnica del claymation, entrano 6 sfere che si scontrano e urtano tra loro. Alla fine queste sfere si siedono sul divano e prendono la forma dei Simpson e di Gumby.
- Note: questo episodio è stato replicato il giorno dopo, il 6 marzo 2007 su Italia 1, con il logo della Prima Tv.

## Milhouse di sabbia e nebbia
- Sceneggiatura: Patric M. Verrone
- Regia: Steven Dean Moore
- Messa in onda originale: 25 settembre 2005
- Messa in onda italiana: 7 marzo 2007

Maggie ha la varicella e, su consiglio di Ned Flanders, Homer organizza a casa sua un varicella party invitando bimbi e genitori. A casa Simpson i genitori di Milhouse si ritrovano insieme e si rinnamorano l'uno dell'altra. Quest'ultimo è contento di ciò ma quando vede che viene messo da parte dai suoi perché bisognosi di stare da soli, decide di architettare un piano con Bart per farli riseparare. Quando la signora Van Houten trova nel letto del marito il reggiseno di Marge Simpson messo lì da Bart va a dirlo ad Homer, il quale impaurito chiede a Marge se è vero. Quest'ultima, incredula e arrabbiata per la mancanza di fiducia da parte del marito, lo butta fuori di casa. Bart non sa come far tornare insieme i suoi e allora decide di farli incontrare al fiume e di buttare un manichino che gli assomiglia giù da un pendio, in modo da far preoccupare i genitori per lui e per fare dimenticare loro il battibecco. Sfortunatamente però Milhouse si confonde e invece di dare una spinta al manichino spinge il vero Bart giù nel fiume. Marge e Homer si lanciano per salvare il figlio e dopo averla scampata fanno la pace.
- Guest star: assente
- Frase alla lavagna: assente
- Gag del divano: i Simpson si siedono sul divano, ma appare sopra di loro un menu del TiVo, che chiede se si vuole salvare la registrazione o cancellarla. Viene scelta quest'ultima opzione e lo schermo diventa nero.

## La paura fa novanta XVI
- Sceneggiatura: Marc Wilmore
- Regia: David Silverman
- Messa in onda originale: 6 novembre 2005
- Messa in onda italiana: 8 marzo 2007

Tre storie di Halloween introdotte da Kang e Kodos che risucchiano l'intera esistenza a causa di una tediosa partita di baseball.
- B.I.: Bartificial Intelligence (B.I.: Bartificial Intelligence)
Bart va in coma e sembra che non ne esca mai più, quindi Marge e Homer per colmare il vuoto subito acquistano un robot bimbo. Dopo un paio di minuti, finalmente il loro vero primogenito si sveglia e torna a casa per rivendicare il suo posto in famiglia. Homer però si tiene il figlio robotico e abbandona Bart nel bosco, dove il ragazzo viene a conoscenza di altri robot abbandonati e si accampa con loro per la notte attorno al fuoco. Il giorno dopo Bart, rubando tutti i pezzi meccanici alle macchine per costruirsi su sé stesso un corpo di un cybort gigante, fa ritorno un'altra volta a casa e riesce a distruggere l'impostore con una sega circolare mozzando le gambe però al proprio padre, preso dal robottino per farsi scudo. Il momento dopo tutta la famiglia Simpson è in giardino per un barbecue e Homer cucina sul grill indossando le gambe del figlio robot come sostitute a quelle perse, ma essendo troppo grasso e pesante cade a terra e gli si staccano dal corpo. Alla fine si scopre che tutta la vicenda era un sogno di Homer, che per un ignoto motivo è posseduto dal diavolo.
- Sopravviverà il più forte di taglia (Survival of the Fattest)
Homer e i suoi amici vengono invitati dal signor Burns per una battuta di caccia che si rivelerà caccia all'uomo.
- Non posso vivere senza te mascherata (I've Grown a Costume on Your Face)
Durante un concorso per la più bella maschera di Halloween a Springfield una strega trasforma tutti i partecipanti nei personaggi da cui sono mascherati.
- Guest star: Terry Bradshaw (voce di sé stesso), Dennis Rodman (voce di sé stesso)
- Frase alla lavagna: assente
- Gag del divano: assente

## Marge e l'intossicazione da figlio
- Sceneggiatura: Daniel Chun
- Regia: Mike B. Anderson
- Messa in onda originale: 13 novembre 2005
- Messa in onda italiana: 9 marzo 2007

Al molo Paradiso è in corso lo smantellamento del parco giochi e per l'occasione vengono venduti vari oggetti utilizzati: Marge compra un tandem mentre Homer un manubrio. Marge spera di fare delle passeggiate in bicicletta insieme al marito, ma Homer non vuole uscire per usare il manubrio e guardare la TV. Allora Marge chiede ai figli di essere accompagnata, ma tutti e tre rifiutano. Marge prova ad andare da sola in tandem, ma senza successo; Bart, vedendo la madre da sola, la convince a fare un giro insieme. Contemporaneamente, Homer sviluppa una forte muscolatura nel braccio destro grazie all'utilizzo del manubrio e, con questa nuova forza, riesce a salvare Boe, Lenny e Carl che erano finiti sotto un flipper. Boe, vedendo la possibilità di far soldi con Homer grazie al braccio di ferro, lo convince a iscriversi a un torneo. Nel frattempo Marge e Bart trovano per caso una casa del tè dove passano i pomeriggi. Quando i due scoprono che la casa è stata chiusa per il mancato rispetto delle norme igienico-sanitarie, decidono di costruire nella capanna sull'albero di Bart la loro nuova casa da tè. Vanno quindi al supermercato per comprare il servizio da tè, ma Bart viene visto da Secco, Spada e Patata che lo accusano di essere un cocco di mamma. Una volta che Marge torna da lui, il figlio ammette alla madre di essere andato con lei solo perché gli faceva pena. Marge rimane molto delusa da questa ammissione, tanto da vendere il tandem. Bart, cercando di consolare la madre, la convince a partecipare insieme alla serata karaoke della scuola, ma poco prima della loro esibizione, vedendo il preside Skinner con sua madre, capisce che stando insieme al figlio c'è il rischio di farlo crescere sempre con lei e di non renderlo autonomo. Una volta tornati a casa, Marge ritrova Homer, che nel frattempo ha vinto il concorso di braccio di ferro e gli mancava molto sua moglie.
- Guest star: assente
- Frase alla lavagna: assente
- Gag del divano: subito prima di sedersi, i Simpson vengono attaccati dal loro divano che è diventato un mostro con bocca e denti affilati. Scappano per strada e si nota che tutti gli arredi, poltrone, sedie e divani stanno attaccando i rispettivi proprietari. Homer decide quindi di nascondersi nel negozio "Couch World", ma viene attaccato e sommerso da un gran numero di divani.

## Corri Homer corri
- Sceneggiatura: Stephanie Gillis
- Regia: Nancy Kruse
- Messa in onda originale: 20 novembre 2005
- Messa in onda italiana: 12 marzo 2007

Lisa, Marge e Bart vanno in un negozio per comprare a Homer qualcosa per la festa del papà:
Bart riesce a trovare qualcosa, mentre Lisa dona al padre un album disegnato da lei con gli unicorni. Homer non sembra gradirlo molto e lo attacca sul frigorifero, ma purtroppo esso cade e si rompe. Lisa si sente offesa e perde la fiducia in Homer. Poi a scuola ha una crisi di nervi e getta il proprio zaino nella finestra del direttore Seymour Skinner, spaccandola; Skinner quindi convoca i signori Simpson e sostiene che l'atteggiamento della figlia sia dovuto all'assenza del padre. Per riconquistare la fiducia in Lisa, Homer si traveste da salamandra, come tutore della sicurezza a scuola. In seguito salva da un incidente stradale molte persone, e alla fine viene quasi proclamato sindaco della città, durante le elezioni per sostituire il sindaco Quimby. Tuttavia Marge, il giorno in cui Homer doveva fare un discorso importante a Springfield, gli lava il costume, e durante il suo discorso esso si rompe. La gente dichiara di non voler eleggere come sindaco un normale uomo, ma Lisa ha ancora fiducia in lui e quindi i due fanno la pace.
- Guest star: assente
- Frase alla lavagna: assente
- Gag del divano: dopo che la famiglia Simpson si è seduta sul divano, la camera allarga l'immagine e si scopre che sono sotto una teca in vetro nello zoo del pianeta di Kang e Kodos e gli alieni li osservano.

## Le allegre comari di Rossor
- Sceneggiatura: Joel H. Cohen
- Regia: Matthew Nastuk
- Messa in onda originale: 27 novembre 2005
- Messa in onda italiana: 23 dicembre 2006

Per le celebrazioni pasquali la villa del sindaco viene utilizzata per una caccia al tesoro per i bambini e, durante l'evento, Homer mette in grande imbarazzo Marge davanti a delle nuove possibili amiche. Homer, per farsi perdonare, prova a cercare nuove amiche alla moglie, ma, per puro caso, Marge incontra Tammy che fa parte del club delle Allegre comari di Rossor, un gruppo di donne avanti con gli anni. Marge si integra subito bene nel gruppo, ma dopo poco tempo scopre che le donne stanno organizzando una rapina a casa del signor Burns per la raccolta fondi. Nel frattempo Lisa decide di voler trascorrere una vacanza a Roma, ma il preside Skinner le dice che bisogna sapere bene l'italiano. Lisa mente al suo direttore dicendogli che lei sa benissimo l'italiano, perciò inizia a cercare un insegnante per imparare l'italiano e tutto sulla cultura italiana. Riesce a trovare Milhouse come insegnante, il quale conosce tutto dell'Italia grazie alla nonna toscana.
- Guest star: Lily Tomlin (voce di Tammy), Alessandra Mussolini (voce di Tammy nella versione italiana)
- Frase della lavagna: assente
- Gag del divano: i Simpson si siedono sul divano trasformato in un nido, arriva un uccello che dà da mangiare ad Homer.

## Il Bob italiano
- Sceneggiatura: John Frink
- Regia: Mark Kirkland
- Messa in onda originale: 11 dicembre 2005
- Messa in onda italiana: 14 marzo 2007

Montgomery Burns, dopo essersi reso conto che la sua auto è vecchia e inutilizzabile, decide di comprare una nuova Lamborgotti Spidirossa. La macchina deve essere ritirata in fabbrica e così Burns manda Homer e la famiglia in Italia.
Dopo aver ritirato la macchina, i Simpson si concedono una vacanza in Italia, dove visitano Pisa e gli Scavi di Pompei, ma sulla strada la Lamborgotti viene colpita da una forma gigante di mortadella. Fortunatamente si trovano nei pressi di una città toscana, Salsiccia, e così pensano di portare l'auto lì per farla riparare. A Salsiccia all'inizio vengono accolti con diffidenza, ma poi scoprono che il sindaco è Telespalla Bob, che gli promette aiuto in cambio di non rivelare al resto della cittadinanza il suo passato criminale. I Simpson passano così una lieta vacanza e fanno conoscenza della moglie di Bob, Francesca, e di suo figlio, Gino, identico al padre per aspetto e carattere. La macchina viene riparata, ma nella festa di addio ai Simpson Lisa si ubriaca con il vino locale e spiattella il segreto circa il passato di Bob, che è costretto ad abbandonare il paese e la carica di sindaco. Inizia così un inseguimento che si protrae per la penisola, fino a Roma, dove i Simpson vengono salvati da Krusty il Clown, che li aiuta in cambio di una copertura su un traffico illecito di reperti storici.
- Guest star: Maria Grazia Cucinotta (voce di Francesca), Kelsey Grammer (voce di Telespalla Bob)
- Frase alla lavagna: assente
- Gag del divano: i Simpson vengono buttati sul divano sotto forma di carte: Bart (Fante), Marge (Regina), Homer (Re), Lisa (Asso) e Maggie (Jolly).

## Natale riveduto e corretto
- Sceneggiatura: Don Payne
- Regia: Steven Dean Moore
- Messa in onda originale: 18 dicembre 2005
- Messa in onda italiana: 23 dicembre 2006

A causa di un imprevisto, il reverendo Lovejoy e Ned Flanders non riescono a celebrare la messa di Natale, perciò Homer si fa avanti e racconta la storia di Gesù bambino (interpretato da Bart), della strage degli innocenti di Erode (interpretato dal signor Burns) e della nascita del primo albero di Natale. Successivamente Abe racconta ai suoi nipoti Bart e Lisa dei combattimenti della Seconda guerra mondiale condotti insieme al fratello maggiore Cyrus: durante una battaglia, l'aereo di Cyrus viene dato per disperso e Abe insieme al signor Burns, che era il suo co-pilota, nel tentativo di cercare il fratello, si schiantano con l'aereo su un'isola deserta. Il giorno di Natale, mentre aspettavano i soccorsi, Burns decide di sparare in aria per vincere la noia, ma inconsapevolmente abbatte la slitta di Babbo Natale. A questo punto Abe e Burns decidono di aiutare Babbo Natale a ricostruire la slitta, ma subito dopo Burns la ruba in quanto non voleva più aspettare i soccorsi. Abe riesce a riprendere la slitta e a riconsegnarla a Babbo Natale, che gli promette di chiamare i soccorsi, cosa che però non fece. Alla fine del racconto, arriva a casa proprio Babbo Natale, che porta il nonno a Tahiti per incontrare di nuovo il fratello Cyrus. Nell'ultimo segmento, i bambini di Springfield mettono in scena Lo Schiaccianoci e, quando la cittadinanza scopre che non bisogna pagare i diritti per l'opera, ognuno inizia a fare le proprie azioni sulle note dell'opera di Čajkovskij. Tra le varie sequenze sono presenti quella in cui Boe tenta di suicidarsi e quella in cui Homer cerca disperatamente il regalo di Marge il giorno di Natale.
- Guest Star: Mike Bongiorno (voce di Babbo Natale nella versione italiana)
- Frase alla lavagna: assente
- Gag del divano: una copia dello Springfield Shopper ruota fino a mostrare il titolo "COUCH GAG THRILLS NATION" ("La gag del divano esalta la nazione"); i Simpson sono in foto in prima pagina.

## Homer e la paranoia della paternità
- Sceneggiatura: Joel H. Cohen
- Regia: Mike B. Anderson
- Messa in onda originale: 8 gennaio 2006
- Messa in onda italiana: 16 marzo 2007

Homer trova una vecchia lettera degli anni sessanta dove c'è scritto che suo padre potrebbe essere un bagnino il cui nome inizia per "M". Dopo lunghe ricerche, Homer scopre il nome del suo potenziale padre: Mason Fairbanks. Dopo averlo incontrato, Abe decide di fare il test della paternità nel quale risulterà che il padre di Homer è proprio Mason. Quest'ultimo decide di cercare un tesoro spagnolo con il figlio, ma Homer si incaglia con il sommergibile e inizia ad avere dei flashback del suo passato con Abe. A causa della mancanza di ossigeno Homer rimane in coma per tre giorni. Abe rivela al figlio che suo padre era proprio lui e che, siccome aveva visto Homer tanto felice insieme a Mason, aveva scambiato i campioni. Homer è felice e vuole rimanere con suo padre.
- Guest star: William H. Macy (voce di sé stesso), Michael York (voce di Mason Fairbanks), Joe Frazier (voce di sé stesso), Luca Ward (voce di Mason Fairbanks)
- Frase alla lavagna: Non sono più in gamba del presidente
- Gag del divano: dopo essersi seduti sul divano, arriva un fotografo che scatta delle foto ai Simpson proiettate nel futuro: nel 2006 e nel 2007 non ci sono differenze, nel 2008 muore Homer, nel 2009 Marge sposa Lenny, nel 2010 sono Lenny e Carl a crescere i ragazzi, nel 2011 sono Marge e Secco Jones a essere sposati, nel 2012 Homer ritorna sotto forma di robot e infine nel 2013 tutta la famiglia è composta da robot.

## Siamo sulla strada che dove va nessuno lo sa
- Sceneggiatura: Kevin Curran
- Regia: Nancy Kruse
- Messa in onda originale: 29 gennaio 2006
- Messa in onda italiana: 19 marzo 2007

Bart, a causa della sua cattiva condotta, viene mandato in un campo ricreativo nell'Oregon per migliorare il suo comportamento. Il ragazzo non può andare in aereo, a causa di una precedente bravata fatta su un volo per Atlanta, quindi Homer rinuncia al suo viaggio a Las Vegas per accompagnare suo figlio in macchina. Durante il viaggio, Homer fa sentire in colpa Bart poiché per colpa sua non è potuto andare a Las Vegas con i suoi amici. Nel frattempo, Marge e Lisa partecipano a un mercatino, ma inizialmente non riescono a vendere nulla finché Otto non trova dei medicinali scaduti che acquista. Marge inizia a guadagnare grosse somme di denaro grazie a queste vendite finché non viene scoperta dal commissario Winchester e viene messa in galera. Mentre avvengono queste cose, Homer riesce a lasciare Bart al campo ma, mentre quest'ultimo sembra essere contento dell'esperienza, Homer si sente in colpa per averlo lasciato lì e decide di riprenderlo e di portarlo con lui a Las Vegas. Una volta arrivati lì, Homer ingaggia una lotta con un impiegato di un casinò (di nome Ron Picasso) e viene portato anche lui in prigione. L'episodio si conclude con Lisa che dice a Maggie che dovranno rimanere sole e che dovrà cercare un lavoro il giorno seguente.
- Guest star: assente
- Frase alla lavagna: La maestra non è stata mollata - - è stato reciproco
- Gag del divano: in una parodia della sigla di apertura di Bonanza è presente una mappa che illustra la città di Springfield. Quest'ultima prende fuoco e arrivano i Simpson vestiti da cow boy sopra dei cavalli.

## My Fair Damerino
- Sceneggiatura: Michael Price
- Regia: Bob Anderson
- Messa in onda originale: 26 febbraio 2006
- Messa in onda italiana: 23 dicembre 2006

Nella classe di Bart viene sostituita la professoressa di ginnastica con un supplente, il signor Krupt, che esegue come unico esercizio il "bombardamento" (un gioco simile a palla avvelenata). Il professore prende sempre a pallonate gli alunni. Bart, per vendicarsi, decide di lanciare contro il nuovo docente una palla piena di acqua ghiacciata; il ragazzo manca però il colpo e finisce per distruggere la casa del giardiniere Willie, che rimane così senza dimora. Vedendolo in questa situazione, Marge lo ospita a casa Simpson. Una volta giunto lì, Lisa gli chiede se non vuole vivere una vita migliore e Willie le risponde di sì, così la ragazzina decide di trasformare Willie in un perfetto gentiluomo e portare i risultati alla fiera della scienza della scuola. Nel frattempo, Homer rompe il suo ultimo paio di pantaloni blu, ma ormai questi sono fuori produzione e decide quindi di andare nella fabbrica di pantaloni per sapere se possono produrli di nuovo; il proprietario è disposto a rimetterli in commercio se Homer riesce a farli tornare di moda, quindi Homer offre il suo corpo per inserire inserti pubblicitari, ma questo indispettisce molto Marge. Lisa, dopo alcune difficoltà, riesce a trasformare Willie in un perfetto gentiluomo e riesce così a vincere anche la fiera della scienza grazie ai risultati raggiunti. A questo punto Willie prova a trovare un nuovo lavoro e viene assunto come cameriere in un ristorante di lusso, ma viene sempre criticato e deriso dai clienti; tutto questo fa diventare triste l'ex giardiniere che vuole tornare alla sua vecchia vita e, alla fine, decide di non essere più gentiluomo e si fa riassumere come giardiniere nella scuola elementare.
- Guest star: Gennaro Gattuso (voce di Krupt nella versione italiana)
- Frase alla lavagna: assente
- Gag del divano: nel soggiorno, utilizzando la tecnica del claymation, entrano 6 sfere che si scontrano e urtano tra loro. Alla fine queste sfere si siedono sul divano e prendono la forma dei Simpson e di Gumby.

## La storia più o meno infinita
- Sceneggiatura: Ian Maxtone-Graham
- Regia: Raymond S. Persi
- Messa in onda originale: 12 marzo 2006
- Messa in onda italiana: 21 marzo 2007

La trama dell'episodio non è lineare, ma contiene cinque storie diverse fra loro collegate, le quali vengono narrate a incastro, una dentro l'altra (una sorta di teatro nel teatro). Vengono qui riassunte rispettando la cronologia dell'episodio.
Storia principale (prima storia)
I Simpson vanno a visitare una caverna, ma Homer, nel tentativo di raccogliere un pezzo di una grossa stalattite, la fa cadere creando una voragine che trascina la famiglia in un'altra grotta non segnata nelle mappe. Tutti i membri della famiglia escono dal buco creato dalla stalattite, tranne Homer che rimane incastrato. A questo punto Marge e Bart iniziano a cercare una via d'uscita, mentre Lisa rimane con Homer e gli racconta quello che le era successo qualche giorno prima.
La storia di Lisa (seconda storia)
Mentre Lisa stava tornando a casa, un muflone l'attacca improvvisamente e lei si rifugia nella casa del signor Burns. Una volta giunta lì, il muflone entra in casa e il signor Burns e la bambina si rifugiano nella mansarda. Mentre rovista negli scatoloni della mansarda, Lisa trova una foto di Burns dove viene indicato che era stato eletto impiegato del mese nella taverna di Boe.
La storia di Burns (terza storia)
Burns spiega a Lisa che, dopo una sfida con il ricco texano, ha perso tutti i suoi averi ed è stato costretto a farsi assumere alla taverna di Boe. Mentre stava pulendo il bancone scopre una lettera di Boe dove il barista spiega di possedere un tesoro.
La storia di Boe (quarta storia)
Parecchi anni prima, Boe afferma di aver avuto una storia sentimentale con Edna Caprapall e avevano anche deciso di andare via da Springfield e di farsi una vita nuova, ma non avevano sufficiente denaro. Un giorno, però, al bar di Boe arriva Serpente, che a quel tempo era un archeologo e non un delinquente, con un tesoro Maya e il barista decide di rubarlo. Dopo aver preso il tesoro, Boe ed Edna decidono di partire, ma quest'ultima vuole fare un salto alla scuola elementare per avvertire di questa partenza. Una volta tornata da Boe, Edna dice che deve rimanere a Springfield dopo aver visto Bart che afferma che non riuscirà a essere promosso in 4ª elementare, quando in realtà stava solo coprendo un furto di Nelson Muntz. Disperato da questa situazione, Boe inserisce tutte le monete del tesoro nel juke box per sentire la canzone di Edna.
Districazione della trama
Dopo aver letto questa cosa, Burns riprende il tesoro e lo usa come merce di scambio con il ricco texano per ottenere di nuovo tutti i suoi averi. Il texano accetta, ma per riavere la centrale nucleare vuole una foto di lui con un bambino che ride, poiché aveva perso la sfida non riuscendo a fare questa foto, perciò non può riprendere la centrale. La scena ritorna quindi nella mansarda con Lisa e Burns, che ha finito di raccontare la sua storia, quando il muflone riesce a entrare anche in mansarda; il signor Burns cerca di proteggere Lisa, ma viene attaccato dall'animale che va da Lisa e le restituisce la collana che aveva perso nel bosco. Contenta del fatto che Burns le ha salvato la vita, Lisa fa una foto con lui in modo che possa riavere la centrale.
Lisa finisce così di raccontare la sua storia e Homer riesce a uscire dal buco e ammette che aveva portato la famiglia per trovare il tesoro che aveva visto nascondere al ricco texano. Mentre la famiglia cerca il tesoro, arrivano tutti i protagonisti delle varie storie, il texano, Boe, Burns, Serpente e suo figlio Jeremy, per riprendersi il tesoro; Marge, vedendo che la situazione tra i quattro non si risolve, decide di buttare il tesoro in un dirupo e tutti ne sono grati, tranne Burns che scende nel dirupo per recuperare il tesoro.
La storia di Bart (quinta storia nell'episodio, ma storia principale nell'insieme della trama)
Alla fine si scopre che tutto questo insieme di storie è in realtà il racconto che Bart fa al preside Skinner per giustificare il mancato studio per una verifica; Skinner all'inizio non crede a questa storia, ma si ricrede quando vede Boe ed Edna fuori dalla finestra che si stanno baciando.
- Guest star: Maurice LaMarche
- Frase alla lavagna: assente
- Gag del divano: il soggiorno contiene un nastro di una catena di montaggio in cui è presente il divano con sopra Marge, Bart, Lisa e Maggie. Una volta che il divano è arrivato davanti alla TV, un braccio trasportatore mette Homer sul divano e a quel punto il nastro va avanti.

## Bart ha due mamme
- Sceneggiatura: Dana Gould
- Regia: Michael Marcantel
- Messa in onda originale: 19 marzo 2006
- Messa in onda italiana: 22 marzo 2007

Marge diventa la babysitter di Rod e Todd Flanders, ma Ned non approva le cose per lui pericolose che lei lascia fare ai suoi figli e la manda via, salvo poi rendersi conto di avere torto in seguito a un colloquio con Marge. Nel frattempo, allo zoo Bart viene rapito da una scimmia che se lo tiene per sé. Verrà salvato proprio da Rod Flanders, che darà alla scimmia il suo vero figlio.
- Guest star: Dave Thomas
- Frase alla lavagna: assente
- Gag dell'divano: i Simpson arrivano davanti al divano ma ci sono dei raggi infrarossi; dopo averli superati ed essersi seduti sul divano i raggi spariscono e a Homer cade la testa.

## Homer Simpson, questa è tua moglie
- Sceneggiatura: Ricky Gervais
- Regia: Matthew Nastuk
- Messa in onda originale: 26 marzo 2006
- Messa in onda italiana: 23 marzo 2007

Lenny organizza un party per presentare ai suoi amici la sua nuova TV al plasma e Homer, attratto da essa, rimane molto tempo nella sua casa finché non viene mandato via. A questo punto Homer vuole avere anche lui una TV al plasma e, per questo motivo, Marge lo iscrive a un concorso in cui il primo premio è una televisione. Homer vince però il terzo premio, che consiste in un giro agli studi televisivi della FOX. Durante il tour, i Simpson arrivano davanti allo studio di un reality show nel quale due famiglie si scambiano le madri per un mese e ha come premio una ricca cifra di denaro, abbastanza per comprare la TV al plasma; Homer accetta di partecipare alla trasmissione. Marge va nella famiglia di Charles Heathbar, mentre i Simpson accolgono la moglie di Charles, Verity. Quest'ultima è molto dura e rigida nei loro confronti, costringendo tutti a fare i lavori di casa e a obbedirle sempre. Marge invece si trova bene con Charles e suo figlio e in poco tempo lui si innamora della nuova moglie, ma Marge gli dice chiaramente di amare solo Homer e di voler tornare a casa. Una volta che Marge torna a Springfield, Homer le dice di voler rimanere con lei, mentre Charles vuole separarsi da Verity; in realtà lei anticipa le sue intenzioni e confessa di lasciarlo per Patty. Alla fine dell'episodio Homer riesce finalmente ad avere l'agognato televisore al plasma.
- Guest star: Ricky Gervais (voce di Charles), Sandro Acerbo (voce di Charles nella versione italiana)
- Frase alla lavagna: Non laminerò più la cacca di cane
- Gag del divano: dopo che la famiglia è arrivata sul divano, si apre una botola dove esce del fuoco. Il divano inizia a ruotare sopra le fiamme e i capelli di Marge prendono fuoco.

## Million Dollar Abe
- Sceneggiatura: Tim Long
- Regia: Steven Dean Moore
- Messa in onda originale: 2 aprile 2006
- Messa in onda italiana: 26 marzo 2007

Homer lavora alla creazione di una nuova squadra di football professionistico, i Springfield Meltdowns, che faccia parte del campionato, e batte la concorrenza di Los Angeles. Il giorno dell'inaugurazione, Abe Simpson cattura il commissario della lega di football, che per errore ha bussato a casa Simpson, pensando che sia un ladro. Il commissario, infuriato, decide che Springfield non entrerà più a far parte del campionato. Abe, ormai disprezzato dagli abitanti di Springfield, prova il suicidio assistito rivolgendosi a un dottore, ma la legge sul suicidio viene abrogata e il commissario Winchester ferma la procedura e arresta il dottore. Abe, pensando di essere morto, quando capisce che in realtà è ancora vivo decide di godersi al massimo la vita, senza paura dei possibili pericoli, quindi inizia a fare il matador nello stadio che avrebbe ospitato i Springfield Meltdowns, ma che è stato riconvertito in un'arena per la corrida. Lisa, però, è molto delusa dal nonno, e lui, preso dai sensi di colpa, per riconquistarla libera tutti i tori.
- Frase alla lavagna: Non metterò più l'aula sottosopra
- Gag Del Divano: i Simpson si siedono sul divano, ma appare sopra di loro un menu del TiVo, che chiede se si vuole salvare la registrazione o cancellarla. Viene scelta quest'ultima opzione e lo schermo diventa nero.

## Kiss Kiss, Bang Bangalore
- Sceneggiatura: Dan Castellaneta, Deb Lacusta
- Regia: Mark Kirkland
- Messa in onda originale: 9 aprile 2006
- Messa in onda italiana: 27 marzo 2007

Il signor Burns trasferisce la sua centrale in India. Homer viene mandato in India per gestirla e gli operai credono che lui sia un dio. Nel frattempo, Richard Dean Anderson è a Springfield per presenziare come ospite al convegno sulla serie Stargate SG-1. Patty e Selma, fan di MacGyver (con protagonista lo stesso Anderson), decidono di rapirlo e portarlo al loro party a tema.
- Guest Star: Richard Dean Anderson (voce di sé stesso)
- Frase alla lavagna: assente
- Gag Del Divano: i Simpson vengono buttati sul divano sotto forma di carte: Bart (Re), Marge (Regina), Homer (Gobbo), Lisa (Asso) e Maggie (Joker).

## La storia più bagnata del mondo
- Sceneggiatura: Jeff Westbrook
- Regia: Mike B. Anderson
- Messa in onda originale: 23 aprile 2006
- Messa in onda italiana: 28 marzo 2007

Aspettando che venga servito il loro pasto al ristorante L'Olandese Sfrigolante, la famiglia Simpson inizia a raccontare delle storie sul mare.
La storia di Lisa (prima storia)
Lisa racconta della storia di alcuni pellegrini inglesi che partono con la Mayflower per l'America, tra cui gli antenati della famiglia Simpson. Un uomo (antenato di Homer in fuga dalle guardie del re Giacomo III, per averlo insultato chiamandolo Giacobbe), chiede a Costanza Castità Buonafede (Marge) di nasconderlo. La donna acconsente e col tempo i due si innamorano.
Tuttavia un antenato di Boe tenta di eliminare Homer per tenersi tutta per sé Marge, ma l'inganno viene scoperto e il gruppo raggiunge l'America.
La storia di Bart (seconda storia)
Bart racconta dell'ammutinamento del Bounty e di come i marinai raggiunsero l'isola di Tahiti.
La storia di Homer (terza storia)
Homer racconta la tragedia del Poseidon, di come molti passeggeri della nave trovino la morte e di come solo un piccolo gruppo si salva.
- Guest star: assente
- Frase alla lavagna: assente
- Gag Del Divano: il soggiorno ha le sembianze di un grande puzzle dove vengono messe al loro posto le teste dei componenti della famiglia Simpson. Le teste di Homer e Maggie sono posizionate in modo errato e due mani le mettono al posto giusto.

## Le ragazze vogliono solo sommare
- Sceneggiatura: Matt Selman
- Regia: Nancy Kruse
- Messa in onda originale: 30 aprile 2006
- Messa in onda italiana: 29 marzo 2007

Il direttore Skinner afferma che le femmine sono inferiori in ambito matematico. Travolto dalle proteste viene dunque sostituito nel ruolo di preside da una donna che divide la scuola in due: una per le femmine che osservano numeri e ascoltano musica, perché "i calcoli sono da maschi", e una per i maschi. Lisa, contraria all'idea della nuova direttrice, si traveste da maschio per poter continuare a fare matematica.
- Guest Star: assente
- Frase alla lavagna: assente
- Gag Del Divano: il soggiorno è buio e si notano molti occhi. La famiglia Simpson accende la luce e parecchi personaggi secondari della serie gridano "Sorpresa!"; Homer per lo shock ha un infarto.
- Curiosità: all'inizio dell'episodio, i Simpson vanno a vedere il musical di Grattachecca e Fichetto, che fa da parodia alla versione di Broadway de Il re leone.

## A proposito di Marge
- Sceneggiatura: Marc Wilmore
- Regia: Michael Polcino
- Messa in onda originale: 7 maggio 2006
- Messa in onda italiana: 30 marzo 2007

Mentre tenta di ripulire una macchiolina sul pavimento della cucina, Marge cade. A causa del trauma cerebrale non ricorda più nessuno, nemmeno la sua famiglia, ma pian piano, sentendo il ciucciare di Maggie, le spiegazioni da "secchiona" di Lisa e altro si ricorda di tutti, tranne che di suo marito Homer. Quest'ultimo cerca quindi di fare in modo che Marge si innamori di nuovo di lui, ma alla fine lei lo caccia via di casa e poi, convinta dalle sorelle, va a un incontro per persone che cercano l'anima gemella. La donna sembra aver trovato un ottimo uomo, ma questi la scarica subito quando viene a sapere che ha tre figli. Homer si riconcilia con Marge e quando inizia a parlarle del "bere" lei si ricorda finalmente di lui.
- Guest Star: assente
- Frase alla lavagna: Non perderò la trama del film
- Gag Del Divano: nel soggiorno entrano dei giocattoli a forma di mezzo di trasporto, che subito dopo si scopre essere dei Transformers che assumono le sembianze dei componenti della famiglia.

## Lisa, che scimmietta!
- Sceneggiatura: J. Stewart Burns
- Regia: Raymond S. Persi
- Messa in onda originale: 14 maggio 2006
- Messa in onda italiana: 2 aprile 2007

Dopo essersi reso conto di aver perso tempo durante l'estate, Bart cerca di recuperare il tempo perduto facendo diverse azioni scritte su una lista. Una volta che Bart ha completato le sue attività, Lisa dice alla famiglia che lei non ha ancora svolto la sua attività estiva e decide di portare tutti al museo per una mostra sulla tessitura. Una volta arrivati lì, scoprono però che la mostra è stata sostituita con una sulle armi e Homer, notando che Ned Flanders e i suoi figli sono davanti a tutti all'ingresso, decide di scavalcarli. Questo gesto porta tutti i presenti nella coda davanti all'ingresso a superare i Flanders che si ritrovano in fondo alla fila, non permettendo loro di visitare il museo. L'unica mostra rimasta aperta è quella sull'evoluzionismo e Flanders rimane sconvolto che la creazione venga giudicata come un mito. Decide di parlarne al reverendo Lovejoy che, dopo un consulto con la moglie, decide di fare presente al preside Skinner che a scuola bisognerebbe insegnare anche il creazionismo. Lisa rimane molto perplessa da questa scelta, giudicando tale teoria non scientifica, e durante un consiglio comunale chiede di insegnare soltanto una delle due teorie, ma viene deciso di insegnare solo il creazionismo, mentre la teoria dell'evoluzione viene considerata fuorilegge. Nonostante il divieto, Lisa prova a leggere il libro L'origine delle specie di Charles Darwin, ma viene arrestata e portata a processo. Durante il dibattimento, l'avvocato dell'accusa Wallace Brady sembra convincere la giuria delle inesattezze dell'evoluzionismo distraendoli con il proprio atteggiamento affabile. Lisa a questo punto sembra rassegnata a dover andare in carcere e Marge, per capire come mai Lisa è così convinta della veridicità delle teorie di Darwin, decide di leggere il libro dello scienziato inglese. Trovando le sue argomentazioni convincenti, prova a dare una mano a Lisa durante il processo: durante la testimonianza di Flanders, Marge passa una birra a Homer che non riesce ad aprirla, cominciando ad urlare per la frustrazione; il comportamento dell'uomo, che sembra più simile a una scimmia, spinge Ned a cercare di zittirlo dandogli del "gorilla", e per questo l'avvocato di Lisa lo obbliga ad ammettere che l'uomo e la scimmia devono essere in qualche modo collegati. Questo comporta la reintroduzione dell'evoluzionismo nelle scuole, ma, pur avendo vinto, Lisa parla con Ned e lo rassicura sul proprio rispetto per la Bibbia e i suoi precetti, avendo preso posizione solo per rimarcare la differenza tra educazione scolastica e religiosa. Commosso, Ned la invita a prendere un gelato.
- Guest star: Melanie Griffith (voce di sé stessa) e Larry Hagman (voce di Wallace Brady)
- Frase alla lavagna: Je ne parle pas français
- Gag del divano: dopo essersi seduti sul divano, arriva un fotografo che scatta delle foto ai Simpson proiettate nel futuro: nel 2006 e nel 2007 non ci sono differenze, nel 2008 muore Homer, nel 2009 Marge sposa Lenny, nel 2010 sono Lenny e Carl a crescere i ragazzi, nel 2011 sono Marge e Secco Jones a essere sposati, nel 2012 Homer ritorna sotto forma di robot e infine nel 2013 tutta la famiglia è composta da robot.

## Marge e Homer fanno un gioco di coppia
- Sceneggiatura: Joel H. Cohen
- Regia: Bob Anderson
- Messa in onda originale: 21 maggio 2006
- Messa in onda italiana: 23 dicembre 2006

Marge e Homer fanno i consulenti matrimoniali e aiutano Buck Mitchell, giocatore degli Isotopi di Springfield, e Tabitha Vixx, una famosa cantante dalle mosse provocanti, a rimettersi insieme. Si scopre infatti che il famoso campione è in conflitto matrimoniale con la moglie poiché essa, in passato una spogliarellista, si esibisce mezza nuda e con mosse provocanti in mezzo al campo di gioco dopo essere stata chiamata a cantare l'inno degli Isotopi. Questa vicenda porta Buck a una forte depressione tanto da cominciare a giocare da schifo, venendo così preso di mira dai tifosi e soprattutto dai network sportivi. Grazie ai due coniugi Simpson, le divergenze della novella coppia Buck-Tabitha spariscono e Buck torna il campione di un tempo. Purtroppo un giorno, dopo che Tabitha si esibisce in un musical a teatro, Homer decide di fare le sue congratulazioni alla donna nel suo camerino e sotto richiesta di lei la massaggia alla schiena: i gemiti di Homer, che nel frattempo sta mangiando una coscia di pollo, e Tabitha vengono fraintesi da Buck, che per caso si recava dalla moglie proprio quell'istante, e non appena entra nella stanza vede il suo consulente matrimoniale che tocca le spalle della sua consorte e la rabbia del presunto tradimento lo porta a picchiarlo a sangue. Buck dopo questo fraintendimento rompe con la moglie e comincia a rigiocare male, così la gente se la prende con Homer e Marge. Homer, sentendosi in colpa, racconta del piano di farli rimettere insieme a Marge, ma lei rifiuta subito di occuparsene dopo essere stata accusata ingiustamente per una faccenda causata dal marito, così Homer decide di provvedere da solo. Rubando il dirigibile Duff a Duffman, mentre sorvola il campo di football manda un messaggio d'amore a Buck fingendosi Tabitha e la cosa sembra funzionare, ma alla fine il giocatore intuisce l'inganno dopo aver mandato la palla in orbita bucando il pallone del velivolo e scoprendo poi che la moglie non è lì con Homer. Buck e tutti gli spettatori furiosi stanno per linciare Homer, ma Marge e Tabitha intervengono a risolvere la situazione. Alla fine Buck e Tabitha tornano insieme e tutto si risolve per il meglio.
- Guest star: Mandy Moore (voce di Tabitha Vixx), Stacy Keach (voce di Howard K. Duff), Francesco Totti (voce di Buck Mitchell nella versione italiana) e Ilary Blasi (voce di Tabitha Vixx nella versione italiana)
- Frase alla lavagna: Buona estate a tutti
- Gag del divano: subito prima di sedersi, i Simpson vengono attaccati dal loro divano che è diventato un mostro con bocca e denti affilati. Scappano per strada e si nota che tutti gli arredi, poltrone, sedie e divani stanno attaccando i rispettivi proprietari. Homer decide quindi di nascondersi nel negozio "Couch World", ma viene attaccato e sommerso da un gran numero di divani.